# Прокрастинация
Прокрастинацията (на английски: procrastination (задържане, отлагане), на латински: procrastinatus: pro- (вместо напред) и crastinus (утре)) – понятие в психологията, обозначаващо склонността към постоянно „отлагане за после“ на неприятните мисли, дела, задачи.
Най-общо казано прокрастинацията е поведение, при което човек отлага свършването на нещо за последния възможен момент. Тя може също да е и вид стратегия, която помага за преодоляването на страха от започването или завършването на дадена работа.
Прокрастинацията може да се дължи на много причини, например живот изпълнен със задължения, които са безкрайни, лоша организация, липса на ясна цел, фрустрация, неудовлетвореност, страх от критика, ниска продуктивност, ниско самочувствие или неспособност за отстояване на мнение и т.н.
Първият исторически анализ на феномена е направен през 1992 година от Ноах Милграм (англ. Noach Milgram) „Прокрастинацията: болест на съвременността“ (англ. Procrastination: A Malady of Modern Time), а широката научна дискусия по данните за феномена започва в началото на 70-те години на 20. век. Милграм съзира началото на социалния, а не индивидуален феномен във времето на разцвета на индустриалната революция.
Феноменологията на прокрастинацията води към древните и антични цивилизации. Знаменитият римски консул Марк Тулий Цицерон през 40 г. пр.н.е. (точно преди създаването на Римската империя с налагането на империума) се оплаква от прояви на прокрастинация в най-висшите кръгове на властта (Philippics, 6.7), а 400 години по-рано, Тукидид, който е атински пълководец, воювал със спартанците, заявява, че прокрастинацията е полезна черта на характера само за онези, които чакат войната (History, 1.84.1). Хезиод в „Дела и дни“ (л. 413) говори за „отлагане за утре“, а през 5 век пр.н.е. в класическия за индуизма текст „Бхагавад Гита“ също може да се открие описание на прокрастинацията.